# Isabelle Barth
Pour les articles homonymes, voir Barth (homonymie).
Isabelle Barth, née Isabelle Martinet, le 17 septembre 1960 à Mâcon, est professeure agrégée des Universités et chercheuse en sciences du Management.

## Biographie

### Origine et formation
Isabelle Barth a grandi et effectué sa scolarité à Mâcon, d'abord au collège Bréart puis au Lycée Lamartine. Elle continue ses études avec une classe préparatoire aux grandes écoles de commerce (CPGE) au Lycée du Parc à Lyon. Elle intègre le Programme Grande École de l'EM Lyon dont elle sort diplômée en 1982. En 1987, elle poursuit sa formation au DEA de Gestion socio-économique de la Faculté de Sciences économiques et de gestion de l'Université Lumière Lyon II qu'elle obtient en 1989[réf. souhaitée].
Elle soutient sa thèse de doctorat : « Propositions pour un marketing interne-externe innovant, éléments théoriques et de mise en œuvre - cas d'expérimentation. », à l'Université Lumière Lyon II, le 7 juillet 1994, sous la direction du professeur Henri Savall. En 2004, elle obtient son Habilitation à Diriger les Recherches (HDR) avec une synthèse intitulée « De la rupture comme fondement de la vente au pilotage du contrat dans la relation marchande », à l'Université Lyon III Jean Moulin.
Elle réussit le concours d'Agrégation des Universités en sciences de gestion et devient professeure agrégée des Universités à l'Université de Metz le 1er septembre 2005,.

### Vie privée et familiale
Elle est « mère de six enfants qu'elle a éduqués sans déléguer, elle n'a pas pour autant renoncé à sa carrière professionnelle ».

### Carrière
Isabelle Barth s'oriente à partir de 1995 vers l'Université, avec la direction du département Gestion et Administration des Entreprises de l'IUT Lumière, précurseur dans l'alternance, notamment avec la création et la direction du premier DESS Vente
En 2008, elle rejoint l'EM Strasbourg comme directrice de la recherche et en devient la directrice générale entre mai 2011 et mai 2016. De 2018 à 2020 elle est directrice de l'INSEEC Business School.
À partir de 2003, elle est assesseur aux Relations Entreprises de l'IAE de Lyon pour devenir en 2005 professeure des Universités en poste à l'IAE de Metz jusqu'en 2008. En 2009, Isabelle Barth dirige la Recherche de l'EM Strasbourg ainsi que le laboratoire HuManiS. En 2017, elle est l'une des trois candidats à la direction administration de Sciences Po.

## Distinctions
En 2013, Isabelle Barth est nommée chevalier de l'ordre des Palmes académiques.
Le 18 avril 2014, elle est nommée au grade de chevalier dans l'ordre national de la Légion d'honneur au titre de « directrice générale de l'Ecole de management de Strasbourg ; 31 ans de services » puis faite chevalier le 16 janvier 2015. Elle est promue au grade d'officier le 15 janvier 2025 au titre de « professeure des universités en sciences de gestion ».
Le 31 décembre 2020, elle est nommée au grade d'officier dans l'ordre national du Mérite au titre de « professeure des universités en sciences de gestion, ancienne directrice générale d'une école de management ; 38 ans de services ».

## Ouvrages
- Isabelle Barth, Quoi de neuf en entreprise? la Vente, Éditions Européennes Universitaires, 2011, 180 p. (ISBN 978-613-1-56563-2)
- Isabelle Barth, Homo mercator, grandeur et servitude du marchand au cours des siècles, PAF, juin 2012 (ISBN 978-3-8381-8956-7)
- Isabelle Barth et Yann-Hervé Martin, La manager et le philosophe : femmes et hommes dans l'entreprise, les nouveaux défis, Magnanville, Le Passeur, janvier 2014, 312 p. (ISBN 978-2-36890-068-0)
- Isabelle Barth, Savoir désapprendre pour réussir : Notre quotidien décrypté., Cormelles-le-Royal, EMS, 2015, 182 p. (ISBN 978-2-84769-751-3, lire en ligne)
- Isabelle Barth, Voyage au cœur de l'impulsion d'achat : Quand l'émotion rencontre la raison, Paris, L'Harmattan, 2016, 157 p. (ISBN 978-2-343-07950-9, lire en ligne)
- Isabelle Barth, Le Management Commercial : des méthodes facilement applicables, de nombreux cas d'entreprises, 2e édition, Malakoff, Dunod, 2017, 263 p. (ISBN 978-2-10-075879-1)
- Isabelle Barth, La comédie de la vie au travail... et ailleurs, Paris, Desclée de Brouwer, 2017, 231 p. (ISBN 978-2-220-08603-3)
- Isabelle Barth, La Kakistocratie ou le pouvoir des pires Voyage au cœur de l’incompétence, édition EMS, 2024, 175 p.  (ISBN 978-2-37687-937-4)